# Doorlatendheid
De doorlatendheid is een maat voor het gemak waarmee water door een poreus medium kan stromen. In formules wordt de doorlatendheid meestal weergegeven met de letter K, en staat daarom ook informeel bekend als de K-waarde van het materiaal.
Volgens de wet van Darcy bepaalt de doorlatendheid samen met het verhang van de grondwaterstijghoogten de stroomsnelheid door het materiaal.
De doorlatendheid heeft een directe relatie met de permeabiliteit:
{\displaystyle K={\frac {\kappa \gamma }{\mu }}}
waarin
{\displaystyle K} is de doorlatendheid [L/T of m/s of m/etmaal];
{\displaystyle \kappa } is de permeabiliteit van het materiaal [L2 of m2];
{\displaystyle \gamma } is het soortelijk gewicht van water [ML−2T−2 of N m−3], en;
{\displaystyle \mu } is de dynamische viscositeit van water [ML−1T−1 of kg m−1 s−1].

## Bepalende factoren
De doorlatendheid is afhankelijk van veel factoren: de gemiddelde korrelgrootte van het bodemmateriaal, de hoeveelheid fijne deeltjes die in het materiaal aanwezig zijn (lutum en silt), de homogeniteit van het bodemmateriaal, de vorm van de bodemdeeltjes (hoekig of rond) etc. Als gevolg hiervan varieert ook de doorlatendheid per locatie. Algemeen kan worden gesteld dat hoe groter de korreldiameter, hoe grover het materiaal, hoe groter de doorlatendheid, dit is ook terug te zien in onderstaande tabel.
Bij het bepalen van de doorlatenheid van een materiaal is het belangrijk rekening te houden met het representatieve monstervolume. Dit geeft aan op welke schaal een type materiaal bekeken moet worden om een representatieve waarde voor de doorlatenheid te krijgen. Zo zal een klein blokje kalksteen een zeer lage doorlatendheid hebben, terwijl op grote schaal, bijvoorbeeld een grote rots, door aanwezigheid van breuken de doorlatenheid veel groter is.
| Materiaal           | Doorlatendheid [m/etmaal] |
| ------------------- | ------------------------- |
| grind               | > 200                     |
| grof zand met grind | 50 - 200                  |
| grof zand           | 10 - 100                  |
| fijn zand           | 1 - 10                    |
| zeer fijn zand      | 1 - 1 × 10−3              |
| zandige klei        | 1 × 10−3 - 1 × 10−5       |
| klei                | < 10−5                    |